# Krompach
Krompach é uma comuna checa localizada na região de Liberec, distrito de Česká Lípa‎.